# Shushica (Vlora)
Shushica (em albanês: Shushicë) é uma comuna (em albanês:  komuna) da Albânia localizada no distrito de Vlora, prefeitura de Vlora. Foi fundada após a Segunda Guerra Mundial, quando uma propriedade agrária italiana foi convertida numa cooperativa agrícola soviética, provando o êxodo para Shushica dos residentes nas vilas circundantes. Em 1991, cada residente que trabalhasse na cooperativa local recebia aproximados 1850 m2 de terra.